# 383
سنة 383 م (بالأرقام الرومانية: CCCLXXXIII) كانت سنة بسيطة تبدأ يوم الأحد (الرابط يظهر نموذج الجدول الزمني الكامل للسنة) من التقويم اليولياني. في ذلك الوقت كانت هذه السنة تعرف على أنها سنة تولي القنصلية من قبل ميروباودس وساتورنينوس (وتعرف على نطاق أضيق بسنة 1136 من تاريخ تأسيس روما). بدأت تسمية السنة ب383 منذ العصور الوسطى المبكرة، عندما أصبح تقويم أنو دوميني هو الأسلوب السائد في أوروبا لتسمية السنوات.

## وفيات
- أردشير الثاني
- جراتيان
- فرومنتيوس أول أسقف في إثيوبيا